# Margherita di Savoia (duchessa d'Angiò)
Margherita di Savoia (Morges, 7 agosto 1420 – Stoccarda, 30 settembre 1479), figlia del duca Amedeo VIII di Savoia e di Maria di Borgogna, ottenne tramite i suoi tre matrimoni vari titoli: dal primo con Luigi III d'Angiò-Valois fu duchessa di Calabria, duchessa consorte d'Angiò, contessa consorte di Provenza e di Forcalquier, contessa consorte del Maine; dal secondo con l'elettore Ludovico IV del Palatinato fu elettrice Palatina del Reno; e dal terzo con il conte Ulrico V di Württemberg fu contessa consorte di Württemberg.

## Biografia

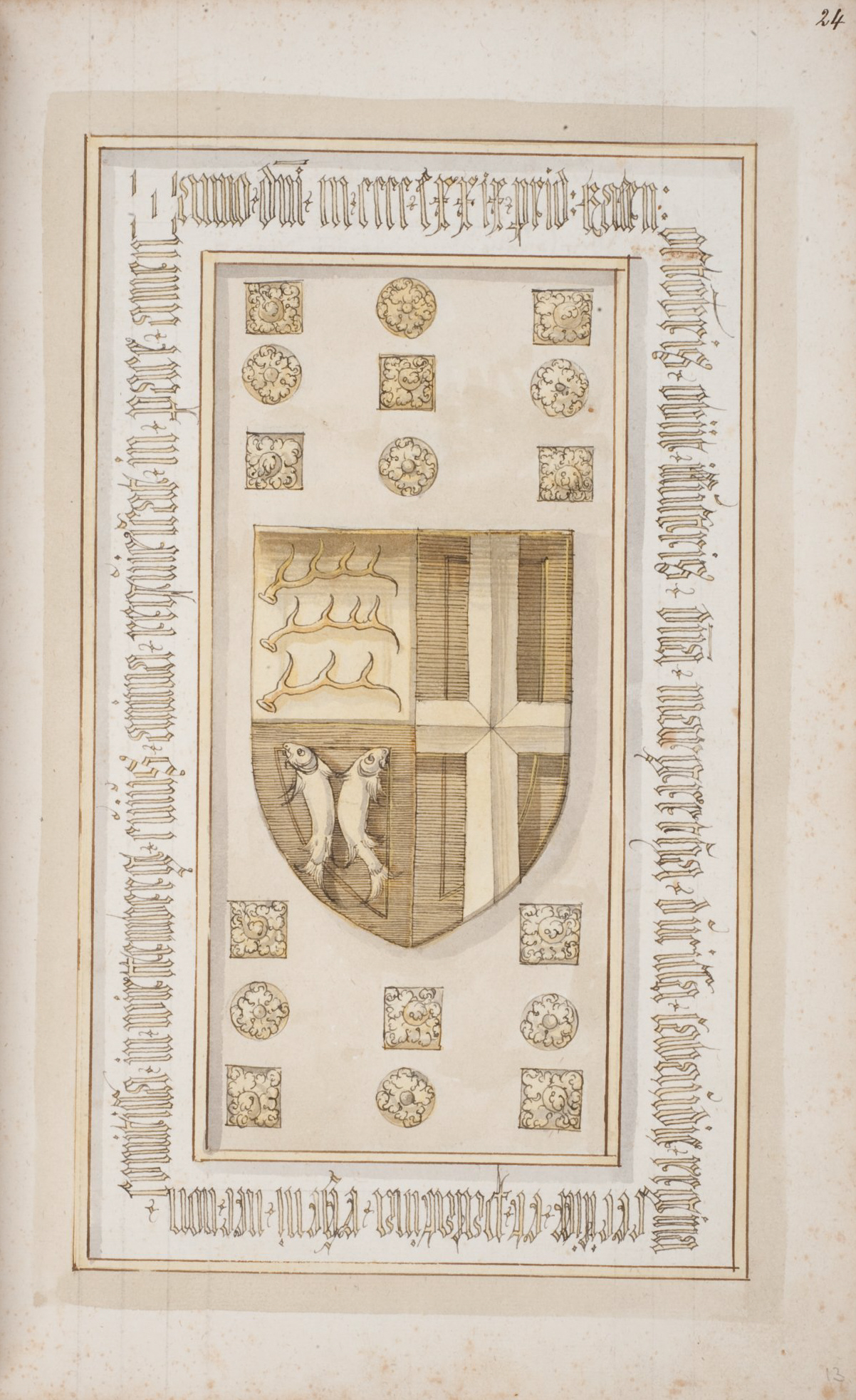
Lo stemma personale di Margherita di Savoia nella veste di contessa consorte di Württemberg.

Era figlia del conte Amedeo VIII di Savoia (antipapa dal 1439 al 1449, con il nome di Felice V). Crebbe a Torino, ed all'età di quattordici anni venne data in sposa a Luigi III d'Angiò, re titolare di Sicilia. Egli tuttavia morì poco dopo la celebrazione delle nozze, e Margherita sposò in seguito l'elettore palatino Ludovico IV del Palatinato. Rimasta nuovamente vedova nel 1449, nel 1453 andò in sposa al conte Ulrico V di Württemberg. 
Fu appassionata di letteratura e collezionò manoscritti, commissionati od acquistati.
Dopo la sua morte venne sepolta nella Chiesa collegiata di Stoccarda.
In occasione del sesto centenario della nascita le è stata dedicata la mostra internazionale La Figlia del Papa. Margherita di Savoia, esposta prima a Stoccarda, poi Morges e infine a Torino tra settembre 2020 e marzo 2022.

## Figli
Dal matrimonio con Ludovico nacque un solo figlio:
- Filippo (14 luglio 1448; 28 febbraio 1508), principe elettore palatino;

Con Ulrico, Margherita ebbe i seguenti figli:
- Elena (dopo il 1453 – 1506), andata sposa al conte Kraft VI di Hohenlohe-Waldenburg-Neuenstein;
- Margherita (dopo il 1453 – 1470), andata sposa nel 1469 al conte Filippo di Eppstein-Königstein;
- Filippina (dopo il 1453 – 1475), andata sposa al conte Giacomo II di Horn.

## Ascendenza
|                              |                        |                        | Genitori                  |  |  | Nonni |  |  | Bisnonni            |  |  | Trisnonni        |  |
|                              |                        |                        |                           |  |  |       |  |  | Amedeo VI di Savoia |  |  | Aimone di Savoia |  |
|                              |                        |                        |                           |  |  |       |  |  | Amedeo VI di Savoia |  |  | Aimone di Savoia |  |
|                              |                        | Violante Paleologa     |                           |  |  |       |  |  | Amedeo VI di Savoia |  |  |                  |  |
| Amedeo VII di Savoia         |                        |                        |                           |  |  |       |  |  | Amedeo VI di Savoia |  |  |                  |  |
|                              |                        | Bona di Borbone        | Pietro I di Borbone       |  |  |       |  |  |                     |  |  |                  |  |
|                              |                        | Bona di Borbone        | Pietro I di Borbone       |  |  |       |  |  |                     |  |  |                  |  |
|                              |                        | Bona di Borbone        | Isabella di Valois        |  |  |       |  |  |                     |  |  |                  |  |
| Amedeo VIII di Savoia        |                        | Bona di Borbone        |                           |  |  |       |  |  |                     |  |  |                  |  |
|                              |                        | Giovanni di Valois     | Giovanni II di Francia    |  |  |       |  |  |                     |  |  |                  |  |
|                              |                        | Giovanni di Valois     | Giovanni II di Francia    |  |  |       |  |  |                     |  |  |                  |  |
|                              |                        | Giovanni di Valois     | Bona di Lussemburgo       |  |  |       |  |  |                     |  |  |                  |  |
| Bona di Berry                |                        | Giovanni di Valois     |                           |  |  |       |  |  |                     |  |  |                  |  |
|                              |                        | Jeanne d'Armagnac      | Giovanni I d'Armagnac     |  |  |       |  |  |                     |  |  |                  |  |
|                              |                        | Jeanne d'Armagnac      | Giovanni I d'Armagnac     |  |  |       |  |  |                     |  |  |                  |  |
|                              |                        | Jeanne d'Armagnac      | Beatrice di Borbone       |  |  |       |  |  |                     |  |  |                  |  |
| Margherita di Savoia         |                        | Jeanne d'Armagnac      |                           |  |  |       |  |  |                     |  |  |                  |  |
|                              | Giovanni II di Francia | Filippo VI di Francia  |                           |  |  |       |  |  |                     |  |  |                  |  |
|                              | Giovanni II di Francia | Filippo VI di Francia  |                           |  |  |       |  |  |                     |  |  |                  |  |
|                              | Giovanni II di Francia | Giovanna di Borgogna   |                           |  |  |       |  |  |                     |  |  |                  |  |
| Filippo II di Borgogna       | Giovanni II di Francia |                        |                           |  |  |       |  |  |                     |  |  |                  |  |
|                              |                        | Bona di Lussemburgo    | Giovanni I di Lussemburgo |  |  |       |  |  |                     |  |  |                  |  |
|                              |                        | Bona di Lussemburgo    | Giovanni I di Lussemburgo |  |  |       |  |  |                     |  |  |                  |  |
|                              |                        | Bona di Lussemburgo    | Elisabetta di Boemia      |  |  |       |  |  |                     |  |  |                  |  |
| Maria di Borgogna            |                        | Bona di Lussemburgo    |                           |  |  |       |  |  |                     |  |  |                  |  |
|                              |                        | Luigi II di Fiandra    | Luigi I di Crécy          |  |  |       |  |  |                     |  |  |                  |  |
|                              |                        | Luigi II di Fiandra    | Luigi I di Crécy          |  |  |       |  |  |                     |  |  |                  |  |
|                              |                        | Luigi II di Fiandra    | Margherita I di Borgogna  |  |  |       |  |  |                     |  |  |                  |  |
| Margherita III delle Fiandre |                        | Luigi II di Fiandra    |                           |  |  |       |  |  |                     |  |  |                  |  |
|                              |                        | Margherita di Brabante | Giovanni III del Brabante |  |  |       |  |  |                     |  |  |                  |  |
|                              |                        | Margherita di Brabante | Giovanni III del Brabante |  |  |       |  |  |                     |  |  |                  |  |
|                              |                        | Margherita di Brabante | Maria d'Évreux            |  |  |       |  |  |                     |  |  |                  |  |
|                              |                        | Margherita di Brabante |                           |  |  |       |  |  |                     |  |  |                  |  |